# Колоніал-Гайтс (Вірджинія)
Колоніал-Гайтс (англ. Colonial Heights) — незалежне місто в США,  в штаті Вірджинія. Населення — 18 170 осіб (2020).

## Географія
Колоніал-Гайтс розташований за координатами 37°15′42″ пн. ш. 77°23′48″ зх. д. / 37.26167° пн. ш. 77.39667° зх. д. ( 37.261685, -77.396804).  За даними Бюро перепису населення США в 2010 році місто мало площу 20,23 км², з яких 19,48 км² — суходіл та 0,76 км² — водойми.

## Демографія
Згідно з переписом 2010 року, у місті мешкало 17 411 особа в 7275 домогосподарствах у складі 4682 родин. Густота населення становила 861 особа/км².  Було 7831 помешкання (387/км²). 
Расовий склад населення:
| - 82,3 % — білих - 10,2 % — чорних або афроамериканців - 3,3 % — азіатів - 0,4 % — корінних американців - 1,5 % — осіб інших рас |

До двох чи більше рас належало 2,2 %. Іспаномовні складали 3,9 % від усіх жителів.
За віковим діапазоном населення розподілялося таким чином: 22,3 % — особи молодші 18 років, 58,1 % — особи у віці 18—64 років, 19,6 % — особи у віці 65 років та старші. Медіана віку мешканця становила 41,9 року. На 100 осіб жіночої статі у місті припадало 86,2 чоловіків;  на 100 жінок у віці від 18 років та старших — 83,1 чоловіків також старших 18 років.
Середній дохід на одне домашнє господарство  становив 65 944 долари США (медіана — 50 304), а середній дохід на одну сім'ю — 75 802 долари (медіана — 63 657). Медіана доходів становила 48 367 доларів для чоловіків та 38 912 долари для жінок. За межею бідності перебувало 11,4 % осіб, у тому числі 16,9 % дітей у віці до 18 років та 8,2 % осіб у віці 65 років та старших.
Цивільне працевлаштоване населення становило 7672 особи. Основні галузі зайнятості: освіта, охорона здоров'я та соціальна допомога — 25,0 %, роздрібна торгівля — 14,6 %, публічна адміністрація — 9,2 %, виробництво — 8,7 %.